# Майк Поркаро
Майк Поркаро (англ. Mike Porcaro; 29 травня 1955 — 15 березня 2015) — американський музикант, бас-гітарист, колишній учасник лос-анджелеського гурту «Toto».